# Dawson Isla 10
Dawson Isla 10 è un film del 2009 diretto da Miguel Littín.

## Trama
Santiago, 1973. Dopo il colpo di Stato in Cile del 1973, tutti gli ex esponenti di spicco della classe dirigente cilena, i più stretti collaboratori e ministri di Salvador Allende, vengono trasferiti nel campo di concentramento più  meridionale del mondo nell'isola Dawson. Questa si trova nello stretto di Magellano ed è inospitale, senza tracce di vita e con un clima estremamente rigido. I prigionieri vengono ribattezzati con un numero per cancellargli l'identità, ma nonostante i mesi di reclusione, solitudine, isolamento, incertezza e condizioni estremi, questi uomini crescono insieme e ritrovano la forza per lottare contro i loro carcerieri.

## Produzione
Il film è tratto da Isla 10, libro autobiografico in cui Sergio Bitar racconta la sua esperienza di prigioniero politico ai tempi del golpe di Augusto Pinochet. In seguito al golpe cileno del 1973 infatti diversi membri del governo Allende vennero incarcerati in uno speciale campo di detenzione sull'isola Dawson, nell'inospitale e gelida Terra del Fuoco.

## Riconoscimenti
Il film è stato candidato come "miglior film straniero in lingua spagnola" alla 24ª edizione del Premio Goya.